# 레반 다당류
레반 다당류(영어: levan polysaccharide)는 많은 식물과 미생물에 존재하는 자연적으로 생성되는 프럭탄이다. 이 중합체는 단당류인 과당이 β-2,6-글리코사이드 결합으로 연결되어 있다. 레반은 상대적으로 저분자량의 분지형 구조와 선형 구조를 모두 가질 수 있다. 분지형 레반은 9단위 길이의 기본 사슬을 갖는 매우 작은 구형 구조를 형성한다. 2,1 가지를 통해 메틸 에터가 구형을 형성하고 생성할 수 있다. 레반의 끝 부분에도 글루코실 잔기가 포함되어 있는 경향이 있다. 분지형 레반은 선형 구조보다 더 안정적인 경향이 있다. 그러나 분지화의 양과 중합 길이는 종에 따라 달라지는 경향이 있다. 가장 짧은 레반은 두 개의 과당 분자와 말단 포도당 분자 사슬인 6-케스토스이다.

## 같이 보기
- 식품미생물학
- 산업미생물학
- 다당류